# Pseudotanais unicus
Pseudotanais unicus är en kräftdjursart som beskrevs av Jürgen Sieg 1973. Pseudotanais unicus ingår i släktet Pseudotanais och familjen Pseudotanaidae. Inga underarter finns listade i Catalogue of Life.